# Peter Brook
Peter Stephen Paul Brook  (Londres, 21 de março de 1925 – Paris, 2 de julho de 2022) foi um diretor de teatro e cinema britânico.

## Carreira
Estudou no Magdalen College, na Universidade de Oxford. Um dos mais respeitados profissionais de teatro da atualidade. Nasceu em Londres e estuda em Oxford. Começou a se interessar por teatro ainda na universidade, época em que foi influenciado pelo trabalho de dramaturgos como Bertolt Brecht e Antonin Artaud. Propõe um teatro de caracterização psicológica dos personagens que torne visível a "invisível" alma humana.
Procurou também imprimir caráter crítico e polêmico às montagens, substituindo a passividade do espectador pela participação do público no espetáculo. Fez sucesso a partir de 1955, quando dirigiu o ator Laurence Olivier na montagem de Titus Andronicus, de Shakespeare. A partir de 1962, tornou-se co-diretor da tradicional Royal Shakespeare Company, ao lado de Peter Hall.
Nos anos 70, fundou em Paris o Centro de Pesquisa Teatral. Sua carreira é marcada por encenação de peças no circuito teatral nova-iorquino do West End e da Broadway, além de em Paris e Londres. Levou o teatro e a literatura para o cinema com A Sombra da Forca (1953), peça de John Gay, Moderato Cantabile (1960), romance de Marguerite Duras, e O Senhor das Moscas (1962), romance de William Golding. Em 1966 montou Marat-Sade, de Peter Weiss, cuja filmagem também dirigiu.
Em 1966, foi agraciado com o Tony Award de melhor direção em peça de teatro pelo seu trabalho em Marat/Sade. Em 1968 transferiu-se para Paris e funda o Centro Internacional de Criação Teatral, no qual trabalhou até na direção de atores e em novas montagens.[carece de fontes?] Em 1971, recebeu novamente o Tony na mesma categoria, dessa vez por dirigir A Midsummer Night's Dream. Seu último sucesso no cinema foi o filme Marabharata, de 1995.
Tem dois filhos: Irina Brook e Simon Brook.
A 26 de abril de 1991, foi agraciado com o grau de Grande-Oficial da Ordem Militar de Sant'Iago da Espada, de Portugal.
Morreu em 2 de julho de 2022, aos 97 anos de idade, em Paris.

## Principais trabalhos

### Peças teatrais
- 1962 - King Lear (Rei Lear)
- 1970 - A Midsummer Night's Dream (Sonhos de Uma Noite de Verão)
- 1990 - The Tempest (A Tempestade)
- 2011 - Uma flauta mágica

### Filmes
- 1953 - The Beggar's Opera (Ao Pé do Cadafalso)
- 1960 - Moderato cantabile
- 1963 - Lord of the Flies
- 1967 - Marat/Sade
- 1971 - King Lear
- 1979 - Meetings with Remarkable Men (Encontro com Homens Notáveis)
- 1989 - "Mahabharata"

("É um dos dois maiores épicos clássicos da Índia, onde conta a história da Batalha de Kurukshetra")

### Autobiografia
- 1988 - The Shifting Point

### Memórias
- 1998 - Threads of Time

The empty space

### Outros trabalhos
- 1999 - Evoking Shakespeare